# Ignace Abdulmessiah II d'Antioche
Ignace Abdulmessiah II (arabe : إغناطيوس عبد المسيح الثاني القلعتمراوي), né le 17 janvier 1854 à Qal’at Mara et mort le 30 août 1915, fut patriarche syriaque orthodoxe d'Antioche et de tout l'Orient de 1895 à 1905.

## Biographie
Il est né dans le village de Qal’at Mara, près de Mardin, il entra au monastère de Monastère Mor Hananyo où il commença ses études. Sept ans plus tard, en 1873, il entra dans les ordres monastiques et devint moine. En 1875, il fut ordonné prêtre et en 1886, il fut consacré évêque.
Après la mort du patriarche Ignace Pierre IV en 1894, il entre en rivalité avec Gregorius Abded Sattuf, archevêque de Homs, pour le trône patriarcal. Selon des missionnaires américains opérant en Syrie à l'époque, le gouvernement ottoman a gêné et intimidé les évêques sur la base du plus offrant. Cependant, en 1895, il fut élu et consacré 117e primat et patriarche de l'Église syriaque orthodoxe, sur lequel il prit le nom patriarcal Ignace.
Il est monté sur le trône patriarcal au début d'une période très difficile pour son Église. En octobre de la même année, des manifestations organisées par des chrétiens arméniens et syriens contre le gouverneur ottoman ont provoqué un grand massacre.
Controversé au sein de sa communauté à la suite de ses événements de violence, il garde son titre de patriarche jusqu'à sa déposition du 10 novembre 1903. Les partisans de son successeur, Ignace Abdallah II, affirment qu'il s'est converti au catholicisme ce qui l’amène excommunier par synode régional. Installé au monastère Mor Hananyo, il continue de proclamer son titre de patriarche jusqu'à la date de sa mort en 1913.
La rivalité entre les deux patriarches a provoqué une rupture au sein de l'Église qui s'est exacerbée lorsque Ignace Abdallah II a ordonné les évêques métropolitains indiens en 1908, suscitant la peur dans l'Église malankare orthodoxe qui tente de prendre le contrôle de son administration, renversant les décisions du Conseil de Mulanthuruthy en 1876. En conséquence, ses partisans commencèrent à demander la nomination d'un archevêque en Inde afin d'éviter la perte du contrôle de l'Église de Malankara. En 1912, il part en Inde pour s'entretenir avec le catholicos de l'Église malankare orthodoxe. À son retour, en 1913, il se retirera au monastère Mor Hananyo, lieu de son dernier repos.